# Heinrich Gottlieb Zerrenner

Heinrich Gottlieb Zerrenner

Heinrich Gottlieb Zerrenner (* 8. März 1750 in Wernigerode; † 10. November 1811 in Halberstadt) war ein deutscher Schriftsteller und evangelischer Generalsuperintendent.

## Leben
Zerrenner war der Sohn des hochgräflich stolbergisch-wernigeröder Amtsverwalters Jakob Zerrenner und dessen Frau Marie Elise Seiler († 1757). Nach dem frühen Tod der Mutter, übernahm seine Stiefmutter Maria Catharina Reidemeister  die Obhut über ihn und sorgt sich um seine Ausbildung. Zuerst besuchte er die Schulen in Minsleben, in Silstedt und 1759 in Wernigerode. Da das Bildungspotential der Einrichtungen ungenügend war, erhielt er Privatlehrer. Auch der Besuch der Klosterschule Bergen, die er seit 1764 frequentiert hatte, befriedigte den jungen Zerrenner nicht.
Zerrenner studierte ab 1768 an der Universität Halle, wo Johann August Nösselt, Johann Salomo Semler und Georg Johann Ludwig Vogel (1742–1776) in Theologie, Johann Christian Foerster in Philosophie, Christian Adolph Klotz in Literaturgeschichte, Karl Friedrich Pauli in Geschichte und Johann Andreas von Segner in Mathematik, seine Lehrer wurden. Zudem erhielt er sein theologisches Rüstzeug in Predigen  von Christian Friedrich Hirsekorn (auch: Hersekorn) (1730–1772), Johann Friedrich Tiede (1732–1795) und Christoph Christian Sturm (1740–1786). 1791 hatte er seine Studien in Halle abgeschlossen und Privatstudien im Hause seines Vaters durchgeführt, von wo er 1772 zum Lehrer in Kloster Berge berufen wurde.
Hier erteilte er Unterricht in der lateinischen Sprache, in der Mathematik und Experimentalphysik. Später widmete er sich zudem der Schöne Literatur. 1775 wurde er Pfarrer in Beyendorf und in Sohlen. Während einer Reise nach Berlin hatte er den pädagogischen Schriftsteller Friedrich Eberhard von Rochow kennengelernt, von dem er scheinbar erste Anregungen für sein geschriebenes „Volksbuch“ erhalten hatte, welches er dem preußischen König Friedrich Wilhelm II. widmete. Daher wurde er am 7. Oktober 1787 zum königlichen Inspektor und Oberprediger nach Derenburg im Fürstentum Halberstadt ernannt. Nachdem man ihm 1810 auch den Titel eines Konsistorialrates verliehen hatte, wurde er 1810 zum Generalsuperintendenten in Halberstadt berufen. Gesundheitliche Erfordernisse werden dafür gesorgt haben, dass er diese Stelle nicht mehr antrat.
Zerrenner, der als Inspektor ein leidenschaftlicher Interessierter für pädagogische Fragen war, hatte sich vor allem einen Namen als Volksschriftsteller und als Autor pädagogischer Schriften einen Namen gemacht. Besonders zu erwähnen wäre sein „deutscher Schulfreund“, der in den Jahren 1791–1811 in sechsundvierzig Teilen erschien. Zudem hat er sich auch als Kanzelredner seiner Zeit einen ausgezeichneten Ruf erworben.

## Werke
Neben seiner amtlichen Tätigkeit erwarb er sich Verdienste als pädagogischer Schriftsteller. Sein Hauptwerk ist
- Deutscher Schulfreund (Erfurt 1791–1811, 46 Bände).

Seine Bauernpredigten verbinden theologische Frömmigkeit mit agrarwissenschaftlicher Kompetenz. Wichtig:
- Predigten, ganz und stückweise, für die lieben Landleute, Magdeburg 1785 (826 Seiten)